# カペレビョン県
カペレビョン県（カペレビョンけん、英語: Kapelebyong District）は、ウガンダ東部地域の県のひとつ。伝統的にはテソ地方に属している。
2018年にアムリア県より分離発足。人口は約9万人（2014年国勢調査）で、県の中では少ない部類に入る。

## 隣接する県
- ナパック県
- カタクイ県
- アムリア県
- アレブトング県
- オツケ県